# 23ste Oscaruitreiking
De 23ste Oscaruitreiking, waarbij prijzen worden uitgereikt aan de beste prestaties in films in 1950, vond plaats op 29 maart 1951 in het Pantages Theatre in Hollywood, Californië. De ceremonie werd gepresenteerd door Fred Astaire.
De grote winnaar van de 23ste Oscaruitreiking was All About Eve, met in totaal 14 nominaties en 6 Oscars.

## Winnaars

### Films
| Categorie          | Winnaar                          | Regie                |
| ------------------ | -------------------------------- | -------------------- |
| Beste Film         | All About Eve                    | Joseph L. Mankiewicz |
| Beste Documentaire | The Titan: Story of Michelangelo | Robert J. Flaherty   |

### Acteurs
| Categorie                  | Winnaar        | Film               |
| -------------------------- | -------------- | ------------------ |
| Beste Mannelijke Hoofdrol  | José Ferrer    | Cyrano de Bergerac |
| Beste Vrouwelijke Hoofdrol | Judy Holliday  | Born Yesterday     |
| Beste Mannelijke Bijrol    | George Sanders | All About Eve      |
| Beste Vrouwelijke Bijrol   | Josephine Hull | Harvey             |

### Regie
| Categorie       | Winnaar              | Film          |
| --------------- | -------------------- | ------------- |
| Beste Regisseur | Joseph L. Mankiewicz | All About Eve |

### Scenario
| Categorie                | Winnaar                                             | Film             |
| ------------------------ | --------------------------------------------------- | ---------------- |
| Beste Origineel Scenario | Charles Brackett, Billy Wilder en D.M. Marshman jr. | Sunset Boulevard |
| Beste Bewerkt Scenario   | Joseph L. Mankiewicz                                | All About Eve    |

### Speciale prijzen
| Categorie                         | Winnaar                                                |  |
| --------------------------------- | ------------------------------------------------------ |  |
| Honorary Award                    | George Murphy, Louis B. Mayer en The Walls of Malapaga |  |
| Irving G. Thalberg Memorial Award | Darryl F. Zanuck                                       |  |